# Lee Eun-kyung
Lee Eun-kyung (in coreano: 이 은경; 15 luglio 1972) è un'ex arciera sudcoreana.

## Palmarès

### Olimpiadi
- 1 medaglia:
  - 1 oro (Barcellona 1992 a squadre)

### Mondiali
- 1 medaglia:
  - 1 oro (Riom 1999 nell'individuale)